# Yaxuna
Yaxuna ou Yaxunah ou Yaxuná est un site archéologique maya situé dans le municipio de Yaxcabá (es), État du Yucatán, dans la péninsule du même nom, au Mexique.
Situé à 20 km au sud du site archéologique majeur de Chichén Itzá, il est relié au site maya de Coba par le plus long sacbe du monde maya : plus de 100 km ; Yaxuna semble donc avoir été un avant-poste de Coba.
Yaxuna, comme tous les centres de population maya, possède un cénote.